# معركة القلاعة
معركة القلاعة وقعت عام 523 هـ (1129)، بين قوات المرابطين وألفونسو الأول ملك أراغون الملقب بـ(ألفونسو المحارب). وانتهت بانتصار ألفونسو.

## خلفية
لما عاد ألفونسو المحارب من حملته الأندلسية الفاشلة، عاد إلى استئناف نشاطه في أراضي الثغر ضد المرابطين. وكان المسلمون ما يزالون يحتلون من الثغر الأعلى، المنطقة الواقعة شرقي سرقسطة، فيما بين نهري سنكا وسجرى فرعي إبرة، وأهم قواعدها لاردة وإفراغة ومكناسة الواقعة عند ملتقى إبرة وسجرى، وكذلك المنطقة الممتدة بعد ذلك على طول نهر إبرة، حتى مصبه عبر ثغر طرطوشة، وكان ألفونسو يرمي إلى إجلاء المسلمين عن هذه المنطقة، حتى يكفل اتصال مملكته بالبحر المتوسط عن طريق ثغر طرطوشة الهام. وكان ثغر طركونة الواقع شمال طرطوشة، قد سقط في أيدي النصارى قبل ذلك بنحو أربعين عاماً. ولم يبق من ثغور مملكة سرقسطة القديمة سوى طرطوشة، وكان ألفونسو المحارب يتوق إلى انتزاع هذا الثغر، ولكنه كان مضطراً إلى أن يخوض قبل ذلك معارك عديدة مع المرابطين، الذين يسيطرون على منطقتي لاردة وإفراغة، وما وراءهما من الأراضي حتى مصب نهر إبرة. ومن ثم فإنه ما كاد يعود من حملته الأندلسية، حتى أخذ يعد العدة لتنفيذ مشروعه. ولم يمض سوى عامين حتى خرج في قواته من سرقسطة، وزحف شرقاً نحو نهر سِنكا في اتجاه إفراغة ولاردة. وكانت هذه المنطقة قد غدت منذ سقوط سرقسطة، مسرحاً للصراع المستمر بين المسلمين والنصارى، وكانت للمرابطين فيما يبدو حاميات قوية في تلك القواعد، وكانت لهم فوق ذلك قوات متحركة، تنساب بسرعة من شرقي الأندلس، من منطقة بلنسية، كلما هم النصارى بالعدوان.

## المعركة
يبدو أن ألفونسو المحارب، لم يرد أن يشتبك في الثغر الأعلى مع المرابطين في صراع حاسم، قبل أن يقضي على قواتهم في جنوبي الثغر، وقد كانت تلاحقه نحو الشمال باستمرار. ومن ثم فقد سار في قواته جنوباً نحو أراضي بلنسية، وكان علي بن يوسف قد علم من عماله في بلنسية وما والاها أن ألفونسو المحارب يتأهب لغزو أراضي المسلمين، فخشي عليّ أن تكون حركة شاملة كالتي قام بها المحارب في قلب الأندلس، وأمر بحشد قوات من السود تتكفل بنفقاتها مختلف المدن، كل وفق طاقتها، ثم أرسلت هذه الحشود إلى مرسية تعزيزاً للجيوش المرابطية في شرقي الأندلس.
وتذكر رواية ابن القطان أن الموقعة نشبت في مكان يعرف بالقليعة أو القلاعة، وأن القليعة هذه تقع على مقربة من جزيرة شقر جنوبي بلنسية، وكان ابن رذمير (ألفونسو الأرجوني) يرابط بقواته بها. وهكذا نشبت في القليعة معركة عنيفة بين المرابطين والأرجونيين، ويضع ابن القطان تاريخها في سنة 523 هـ (1129)، ويقول لنا إن قوات المسلمين كلها كانت بقيادة ابن مجور، وأن المسلمين أصيبوا فيها بهزيمة فادحة، وفنى معظمهم قتلا وأسراً، واحتوى العدو على سائر أسلابهم ومتاعهم ودوابهم، وبلغت خسارتهم نحو اثنى عشر ألفاً بين قتيل وأسير.
و تذكر الرواية النصرانية أن القلعة أو القلاعة، إنما هي بلدة صغيرة محصنة تقع على الضفة اليسرى لنهر سِنكا أحد أفرع نهر إبرة، على مقربة من إفراغة، ولها قصبة منيعة؛ ومعنى ذلك أن الموقعة نشبت بين المرابطين والأرجونيين في الثغر الأعلى، لا في أراضي بلنسية. وتضيف الرواية النصرانية إلى ذلك أن ألفونسو المحارب استولى على أثر الموقعة على بلدة القلاعة، وحصنها ثم أقطعها لأحد أكابر رجاله ممن أبلوا في خدمته.